# Ocean Nova
Die Ocean Nova ist ein Kreuzfahrtschiff zum Einsatz in arktischen Gewässern. Das Schiff mit eistauglichem Rumpf wurde 1992 gebaut und unter dem Namen Sarpik Ittuk in den Treibeisgewässern um Grönland eingesetzt. Von 2006 bis 2011 gehörte das Schiff zur Flotte von Quark Expeditions und war im Weddell-Meer stationiert. 2011 schloss der schwedische Veranstalter Polar Quest erstmals eine mehrjährige Charter für das Schiff ab, um es in der Arktis einzusetzen. Die max. 68 Passagiere finden Platz in 37 Außenkabinen mit Sanitäreinrichtung. Registriert ist die Ocean Nova auf den Bahamas.

## Havarie
Während einer Kreuzfahrt im Südlichen Ozean lief die Ocean Nova am 17. Februar 2009, 04:30 UTC auf der Position 68° 8′ S, 67° 6′ W auf Grund. Nach zwei Versuchen das Schiff bei Hochwasser von dem Felsen frei zu bekommen, entschied man sich die Passagiere zu evakuieren. Bei schwerer See, Temperaturen um den Gefrierpunkt und Windstärken bis zu zehn Bft wurden 68 Personen mit Schlauchbooten auf die Clipper Adventurer gebracht. Bei einer Inspektion des Rumpfes an der Unfallstelle durch Taucher wurden keine Beschädigungen festgestellt. 
Am 18. Februar 2009 kam das Schiff dann doch aus eigener Kraft frei. Durch diesen Schiffsunfall wurden die Diskussionen über die Vertretbarkeit und das Risiko von touristischen Veranstaltungen in den Polarregionen wieder entfacht, obwohl die Grundberührung der Ocean Nova glimpflich ausging, im Gegensatz zu anderen Kollisionen von Kreuzfahrtschiffen, z. B. beim Unfall der Explorer im November 2007.
Das Schiff hat mit der Sea Endurance und der Sarfaq Ittuk zwei Schwesterschiffe.